# Йозеф Бремм
Йозеф Бремм (нім. Josef Bremm; нар. 3 травня 1914, Маннебах, Рейнська провінція — пом. 21 жовтня 1998, Монреаль, Рейнланд-Пфальц) — німецький офіцер часів Третього Рейху, оберст-лейтенант піхоти (1944) Вермахту. Один зі 160 кавалерів Лицарського хреста з Дубовим листям та мечами (1945).

## Біографія
Йозеф Бремм народився 3 травня 1914 у місті Маннебах у Рейнській провінції.
Військова кар'єра
- 1 листопада 1935 — солдат
- 1936 — єфрейтор
- 1937 — унтер-офіцер
- 1938 — фельдфебель
- 1938 — лейтенант резерву
- жовтень 1941 — обер-лейтенант резерву
- 1942 — обер-лейтенант
- вересень 1942 — гауптман
- березень 1943 — майор
- 1 листопада 1944 — оберст-лейтенант

1 листопада 1935 році поступив на військову службу солдатом до піхотного полку. Згодом підвищений у військовому званні до унтер-офіцера, в 1938 році отримав звання фельдфебеля.
З початком Другої світової війни брав участь у боях в Польщі. У травні 1940 року активний учасник Французької кампанії. За бойові заслуги в ході бойових дій нагороджений Залізними хрестами обох ступенів.
З початком вторгнення німецького Вермахту до Радянського Союзу в перших лавах бойових порядків. Командиром взводу 426-го піхотного полку 126-ї піхотної дивізії генерал-лейтенанта П.Лаукса бився на північному фланзі Східного фронту. Бився у Литві, на півночі Російської Федерації. У липні 1941 дістав поранення, але незабаром повернувся до строю, став командиром піхотної роти. У середині серпня брав участь у боях за Новгород. У вересні-жовтні 1941 року у складі полку бився в районі Шліссельбург-Липки-Ладозьке озеро. Брав участь у блокаді Ленінграду. У жовтні 1941 року отримав звання обер-лейтенант.
З жовтня 1941 до січня 1942 року командував ротою в боях у районі Волхова. У лютому 1942 року за мужність та бойові заслуги відзначений Лицарським хрестом Залізного хреста.
З липня 1942 призначений командиром піхотного батальйону, присвоєне звання гауптман. З липня 1942 до січня 1943 оборонявся під Дем'янськом. 23 грудня 1942 за проявлену сміливість та високі командирські якості нагороджений Дубовим листям до Лицарського хреста (№ 165).
У січні 1943 року був серійозно поранений у боях по визволенню Дем'янського котла. Гауптмана Бремма евакуювали до Німеччини, де після лікування він залишився викладачем військової тактики у військовому училищі.
Однак, вже у березні 1943 року повернувся на стройову службу, командиром фузілерного батальйону 712-ї піхотної дивізії, що обороняла морське узбережжя Нідерландів та Бельгії. З червня 1944 року Й.Бремм брав участь у боях проти союзних військ, що висадилися в Нормандії. У серпні 1944 призначений командиром 990-го піхотного полку 277-ї піхотної дивізії. Полк майора Й.Бремма прибув на посилення 9-ї танкової дивізії СС «Гогенштауфен» до району Кана, де розгорнулися запеклі бої з британськими військами. У серпні 1944 року 990-й полк зазнав колосальних втрат у битві у Фалезькому котлі, й Бремм ледве вивів свої війська з оточення.
Восени 1944 року 277-ма піхотна дивізія була реформована на 277-му фольксгренадерську дивізію, де Й.Бремм залишився командиром 990-го гренадерського полку. 1 листопада 1944 року присвоєне чергове звання — оберст-лейтенант.
16 грудня 1944 року в перший день початку масштабного наступу Вермахту в Арденнах був поранений, але залишився в строю.
Взимку 1945 року брав участь в оборонних боях у західній Німеччині. Після капітуляції Німеччини потрапив до полону, а по звільненню повернувся до цивільного життя. Помер у віці 84 років у містечку Монреаль у німецькій землі Рейнланд-Пфальц.